# Dioscorea kimiae
Dioscorea kimiae är en enhjärtbladig växtart som beskrevs av Paul Wilkin. Dioscorea kimiae ingår i släktet Dioscorea och familjen Dioscoreaceae. Inga underarter finns listade i Catalogue of Life.